# 18e corps d'armée (Empire allemand)
Pour les articles homonymes, voir 18e corps d'armée.
Le 18e corps d'armée est une grande unité de l'armée prussienne de 1899 à 1919.

## Histoire
Le corps est créé le 1er avril 1899 et a son commandement général à Francfort-sur-le-Main. Il est d'abord subordonné à la 3e inspection de l'armée, puis à partir de 1912 à la 7e inspection de l'armée (de) et comprend le grand-duché de Hesse, les parties méridionales de la province de Hesse-Nassau ainsi que Wetzlar et Arnsberg.

### Première Guerre mondiale
En août 1914, le 18e corps d'armée sous les ordres du général commandant von Schenck, avec la 21e et la 25e division d'infanterie, se trouve dans la formation de la 4e armée sous le commandement du duc Albert de Wurtemberg sur le front de l'Ouest et avance à travers le Luxembourg dans les Ardennes. Engagé au centre de l'armée, le corps avance sur Maissin via Villance pendant la bataille de Neufchâteau le 22 août 1914. Le duc de Wurtemberg se présente à Libramont au quartier général du général von Schenck et insiste pour que le 18e corps d'armée vienne en aide au 18e corps de réserve, fortement pressé au sud à Neufchâteau. Bien qu'il soit lui-même entravé sur tout le front, le général Schenck doit accepter le basculement de son aile gauche, la 21e division d'infanterie, sur Betrix. Pendant ce temps, la 25e division d'infanterie rencontre une forte contre-attaque française sur les hauteurs au sud de Maissin, ce qui gêne fortement la 21e division d'infanterie dans sa descente à gauche sur Bertrix. La bataille se termine victorieusement après l'arrêt prématuré du combat par les Français. Après la bataille de la Marne, où le corps progresse parallèlement vers le sud via Vouziers à l'aile droite du 18e corps de réserve, il se déplace vers la section de la 2e armée où il participe à la bataille de l'Aisne dans la région au sud-est de Berry-au-Bac. En octobre 1914, à la suite de la course à la mer, le corps se déplace dans la région de Roye-Nesle et passe à la guerre de positions.
Début 1916, le corps d'armée est transféré à la 5e armée et participe à l'offensive contre Verdun. Le 21 février 1916, il se trouve au centre de l'attaque et attaque le village de Beaumont et la forêt de Caures. À droite, le 7e corps de réserve attaque la lisière sud-ouest de la forêt d'Haumont et à gauche, le 3e corps d'armée attaque le village et la forêt de Soumazannes. Jusqu'au 24 février, le 18e corps s'empare de Beaumont et, par la suite, des villages de Samogneux, Brabant, Wavrille, Herbebois, de la cote 344, de la croix de Vaux et des bois de Caures, Chaume et Wavrille. Le 7 avril 1916, un regroupement a lieu dans le champ d'attaque principal de la bataille de Verdun : le 18e corps est engagé jusqu'au 9 avril avec la 21e et la 25e division d'infanterie à la place de la 58e division d'infanterie qui doit être remplacée dans la région au sud de Douaumont, le 10e corps de réserve (sous les ordres de Kosch) se voit subordonner, outre la 113e division d'infanterie, à la 19e division de réserve. Le 18e corps prend sa nouvelle position sur la ligne vallée de Vaux - ouvrage de Bezonvaux - villages de Spincourt et Joppecourt entre le 5e corps de réserve (de) et le 10e corps de réserve.
À la mi-septembre 1916, le corps rejoint la 1re armée et combat dans la bataille de la Somme. Fin septembre 1916, la formation libère le 1er corps de réserve royal bavarois à Bauchavesnes, sur la rive nord de la Somme. Il est placé en face des 5e et 6e corps français, sur les deux ailes, le commandement du corps reçoit en outre la 214e division d'infanterie à droite, et la 217e division d'infanterie à gauche jusqu'à la Somme à Cléry. Dès le début du mois d'octobre 1916, toutes les unités sont à nouveau relevées par le 5e corps de réserve (de) (Garnier). En raison des lourdes pertes, le 18e corps d'armée est retiré du front et affecté au département d'armée Strantz. Après des combats sur la Meuse et près de Saint-Mihiel, il intervient à nouveau sur la Somme, cette fois dans la formation de la 2e armée, et libère le commandement général du 23e corps de réserve.
Le 24 janvier 1917, le général Viktor Albrecht devient le général commandant le 18e corps d'armée. En juin 1917, ses troupes défendent le saillant de Wytschaete (de) et participent, avec le 9e corps de réserve, à la bataille de Messines. Après le point culminant de la bataille de Passchendaele, le 18e corps d'armée est mobilisé pour la deuxième fois. Entre le 13 octobre et le 14 novembre 1917, le 3e corps d'armée est désigné comme groupe « Dixmude ». Ensuite, transférées et rebaptisées groupe « Lewarde », les troupes du 18e corps participent à la bataille de Dixmude. Lors de la bataille de Cambrai, début décembre 1917, le 2e corps d'armée participe à la contre-offensive allemande entre Fontaine-les-Croisilles et Bellicourt. Pendant l'offensive du Printemps en mars 1918, le corps est affecté à la 17e armée et participe à la percée de Monchy-Cambrai et à l'avancée en direction de Bapaume. À la fin de la guerre, le corps se trouve dans le cadre de la 17e armée en combat de retraite sur la Hundingstellung et Valenciennes, ayant sous ses ordres les 6e, 35e et 220e divisions d'infanterie en octobre 1918.

## Organisation

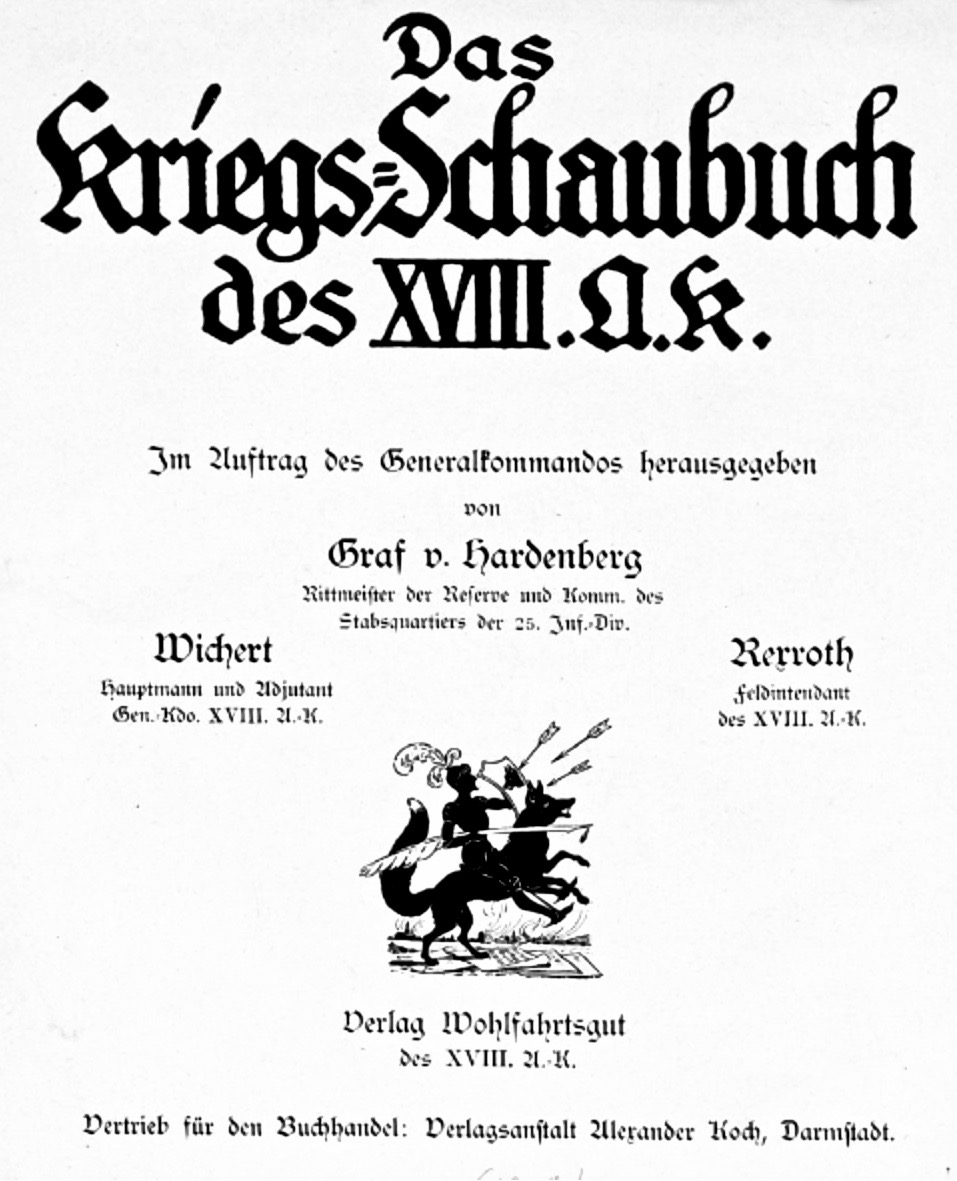
Kuno Graf von Hardenberg : Le livre de guerre du XVIII. A. K. 1918.

### Ordre de bataille en 1914
- 21e division d'infanterie à Francfort-sur-le-Main
  - 41e brigade d'infanterie dans la forteresse de Mayence
  - 42e brigade d'infanterie à Francfort-sur-le-Main
  - 21e brigade de cavalerie à Francfort-sur-le-Main
  - 21e brigade d'artillerie de campagne (de) à Francfort-sur-le-Main
- 25e division d'infanterie à Darmstadt
  - 49e brigade d'infanterie à Darmstadt
  - 50e brigade d'infanterie (de) à Mayence
  - 25e brigade de cavalerie (de) à Darmstadt
  - 25e brigade d'artillerie (de) à Darmstadt
- 18e bataillon du train à Darmstadt
- Compagnie de sous-officiers de la garde du Grand-Duché de Hesse

Auprès du corps se trouvent
- 8e groupe de mitrailleuses de forteresse
- 3e régiment d'artillerie à pied brandebourgeois « generalfeldzeugmeister » à Mayence
- Commandement des pionniers du 18e corps d'armée
  - 21e bataillon du génie (1er nassauvien) à Cassel
  - 25e bataillon du génie (2e nassauvien) à Cassel
- 2e régiment de chemin de fer
- 3e régiment de chemin de fer

## Commandement général
| Grade                  | Nom                  | Date                                |
| ---------------------- | -------------------- | ----------------------------------- |
| General der Infanterie | Oskar von Lindequist | 25 mars 1899 - 30 avril 1904        |
| General der Infanterie | Hermann von Eichhorn | 1er mai 1904 - 12 septembre 1912    |
| General der Infanterie | Dedo von Schenck     | 13 septembre 1912 - 20 janvier 1917 |
| Generalleutnant        | Viktor Albrecht      | 21 janvier 1917 - 26 août 1918      |
| Generalleutnant        | Günther von Etzel    | 27 août 1918 - 9 avril 1919         |
| Generalleutnant        | Ernst von Hoeppner   | 10 avril - 30 septembre 1919        |